# Jean Eugène Gabriel David
Jean David est un missionnaire catholique français né le 22 juillet 1912 à Cholet et mort le 3 juillet 1995 à Angers.

## Biographie
Missionnaire à Madagascar, Jean Eugène Gabriel David est vicaire apostolique (1954) puis le premier évêque de Majunga (1955-1978). Il prend part au Concile Vatican II.

## Sources
- Solofo Randrianja, Robert Jaovelo-Dzao, Madagascar : ethnies et ethnicité, Conseil pour le développement de la recherche en sciences sociales en Afrique, 2004